# James, Jill, Jackson & Company
James, Jill, Jackson & Company was een Nederlandse band.
De band was afkomstig uit Noord-Brabant en bestond uit James van der Borght, Arie van Soelen (alias Jill),  en Jacques Verburgt (alias Jack Jackson). De single Superstar bereikte in 1977 nummer 18 in de Nationale Tip 30.
Daarnaast trad de band op als begeleidingsband van de Nederlandse zanger Jack Jersey. James, Jill en Jackson speelden mee op zijn elpee Asian dreams (1977) en traden met hem op van Kerkrade tot Stadskanaal, en op tournee in andere landen, waaronder in Duitsland en Canada.

## Discografie
De band bracht muziek uit via de labels Imperial en Negram, beide onderdeel van Bovema en later EMI. In de jaren 1970 verschenen de volgende singles:
- 1973: Skokiaan / Are you leavin' me
- 1974: Fräulein / So everybody dance
- 1977: Superstar / Do it
- 1977: Bache mi / Highway of my dreams